# Новогрод Бобжањски
Новогрод Бобжањски (пољ. Nowogród Bobrzański) је град у Пољској у Војводству Лубушком у Повјату зјеленогорском. Према попису становништва из 2011. у граду је живело 5.172 становника.

## Становништво
Према прелиминарним подацима са пописа, у граду је 2011. живело 5.172 становника.
| 2002. | 2011. | 2012. |
| ----- | ----- | ----- |
| 5.040 | 5.172 | 5.152 |

## Партнерски градови
- Чимишлија
- Либенау